# 別府大学の人物一覧
別府大学の人物一覧（べっぷだいがくのじんぶついちらん）は、別府大学に関係する人物の一覧記事。

## 著名な教職員
- 松本泰丈（文学部教授） - 言語学
- 白峰旬（文学部教授） - 日本史学
- 古庄ゆき子（文学部名誉教授） - 女性史
- 名取四郎（文学部教授） - 宗教学

## OB・OG

### 政界
- 井脇ノブ子 - 自由民主党元衆議院議員、別府大学学生自治会初代会長。

### スポーツ
- 潘威倫 - プロ野球選手（統一セブンイレブン・ライオンズ）。
- 沈鈺傑 - プロ野球選手（義大ライノズ）。
- 岩尾利弘 - プロ野球選手（埼玉西武ライオンズ）。
- 安田圭佑 - プロ野球選手（福岡ソフトバンクホークス）。
- 松冨倫 - プロ野球選手（福岡ソフトバンクホークス）。
- 石津優 - アーチェリー選手
- 早川一枝 - 元競泳選手、1964年東京オリンピック日本代表

### 芸能
- 堀岡真 - 俳優
- 宮城琢磨 - 沖縄県のローカルタレント
- 板井楓 - タレント